# Cerkiew św. Jana Miłościwego w Oszczowie

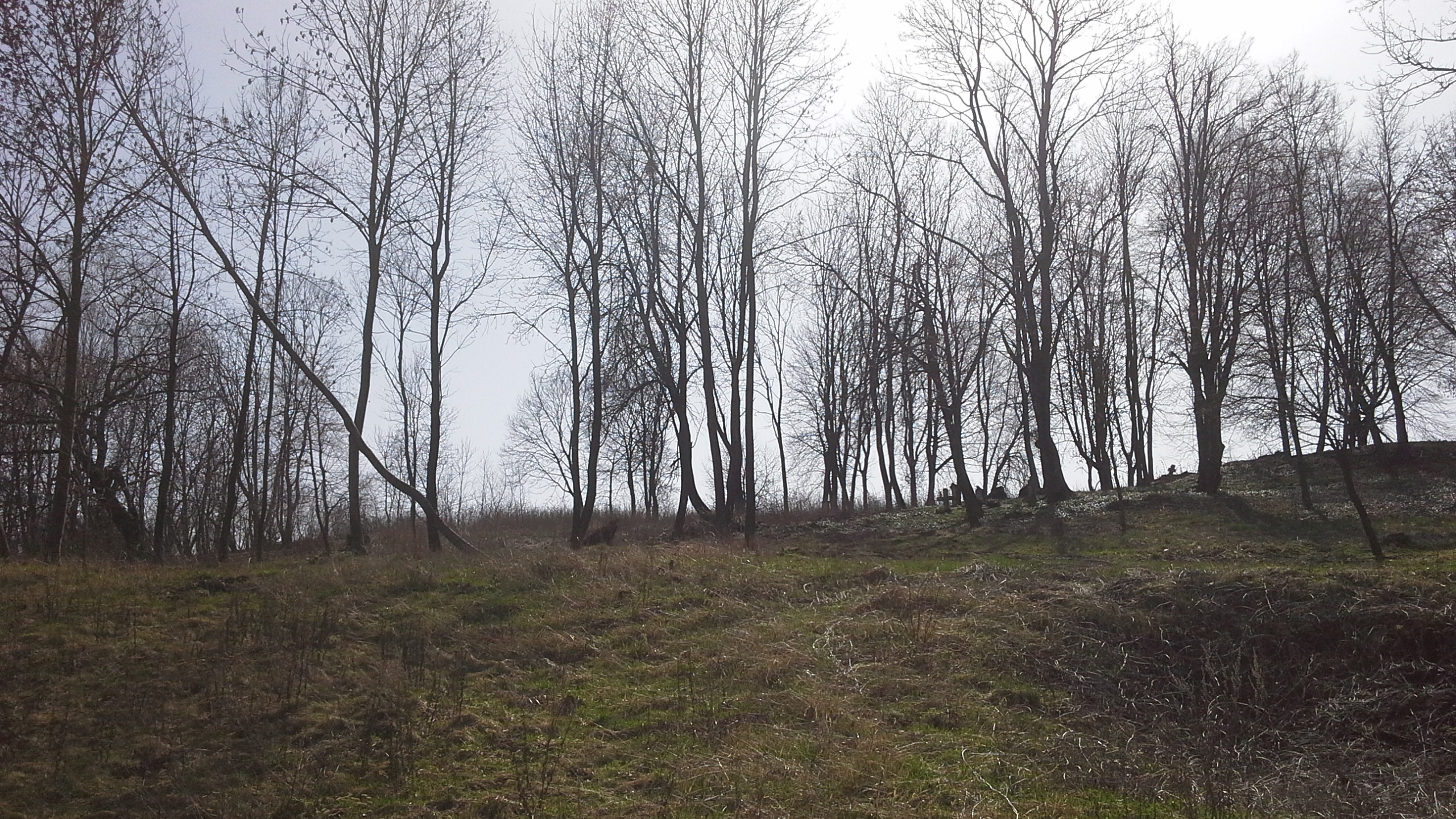
Miejsce po świątyni, w tle cmentarz prawosławny w Oszczowie

Cerkiew św. Jana Miłościwego – unicka, a następnie prawosławna cerkiew w Oszczowie, rozebrana w 1938.
Prawosławna cerkiew w Oszczowie była wzmiankowana w 1472. Po podpisaniu unii brzeskiej przyjęła jej postanowienia razem z całą eparchią chełmską. Najpóźniej w XVIII w. w miejscowości wzniesiono nową unicką świątynię, której patronem został św. Jan Miłościwy. W 1875, wskutek likwidacji unickiej diecezji chełmskiej, budowla została siłowo przekształcona w cerkiew prawosławną. Zdecydowana większość mieszkańców wsi pozostała przy tym wyznaniu także po 1905, gdy car Mikołaj II zezwolił na odstępowanie od prawosławia.
Niezależnie od jej istnienia, w latach 1908–1909 w miejscowości powstała cerkiew Kazańskiej Ikony Matki Bożej. Obydwie świątynie funkcjonowały równolegle do bieżeństwa w 1915, przy czym starsza pełniła jedynie funkcje kaplicy cmentarnej.
Żadna z oszczowskich świątyń nie została ponownie otwarta w niepodległej Polsce, chociaż miejscowa ludność prawosławna ubiegała się o to, a jej starania popierał metropolita warszawski i całej Polski Dionizy. Ostatecznie jedynie cerkiew Kazańskiej Ikony Matki Bożej została otwarta jako siedziba nieetatowej prawosławnej placówki duszpasterskiej. Starsza cerkiew w Oszczowie była udostępniana wiernym okazjonalnie.
Cerkiew św. Jana Miłościwego została zniszczona w czasie akcji rewindykacyjnej w 1938. Krzysztof Grzesiak podaje, że świątynia miała być przekazana Kościołowi katolickiemu i była już wyznaczona data jej ponownego poświęcenia na kościół: 14 lipca 1938. W aktach diecezji lubelskiej brak jednak potwierdzenia, że do takiej uroczystości naprawdę doszło. Cerkiew oszczowską wymieniono w wykazie świątyń rozebranych w 1938, wskazując, że była już w bardzo złym stanie technicznym, co jednak nie musiało być zgodne z prawdą i mogło stanowić jedynie fałszywe uzasadnienie jej zniszczenia.